# Cornutrypeta hunanica
Cornutrypeta hunanica är en tvåvingeart som beskrevs av Chen och Wang 2008. Cornutrypeta hunanica ingår i släktet Cornutrypeta och familjen borrflugor. Inga underarter finns listade i Catalogue of Life.